# Химера из Ареццо
«Химе́ра из Аре́ццо» (итал. Chimera di Arezzo) — бронзовая скульптура, один из самых знаменитых образцов скульптуры этрусков. Датируется V веком до н. э.
Высота «Химеры из Ареццо» — около 80 см. Около правой передней лапы есть надпись, которая обычно читается как TINSCVIL и считается посвящением Тину, этрусскому богу дня; таким образом, скульптура могла быть вотивным предметом.
В настоящее время скульптура выставляется в Археологическом музее Флоренции. В Ареццо неподалёку от места её находки установлена бронзовая копия.

## История
«Химера» была найдена в Ареццо, основанном этрусками тосканском городе, в 1553 году. При рытье траншей у городских стен рабочие случайно обнаружили клад античных бронзовых предметов. Среди них была скульптура, которую поначалу приняли за льва, так как змеиного хвоста не хватало. Находки были отосланы во Флоренцию и поступили в коллекцию великого герцога Козимо I Медичи. Он выставил самую крупную скульптуру на всеобщее обозрение в Палаццо Веккьо, в то время как небольшие бронзовые предметы из клада хранились в покоях герцога в Палаццо Питти, где тот, по словам Бенвенуто Челлини, «находил великое удовольствие в том, что чистил их сам, используя орудия златокузнеца». Среди малых предметов клада был, по сообщению Вазари, и кусок хвоста, благодаря которому скульптуру признали изваянием химеры. В XVIII веке змееподобный хвост был восстановлен.

## Характеристика
Статуя относится к среднему периоду этрусского искусства, периоду, когда этрусская скульптура испытывала влияние архаической ионийской скульптуры. Это сказывалось в тонкой проработке фактуры, игре со светом. Итальянский исследователь так описывает ситуацию: «…С VI в. до н. э. начинает ощущаться влияние архаической ионийской скульптуры. Вулке, единственному известному нам по имени этрусскому скульптору эпохи архаики, или его непосредственному окружению принадлежит большая статуя Аполлона из Вей, являвшаяся частью наружного украшения (из терракоты) храма. Исполнение фигуры свидетельствует об ионийских веяниях, оказавших воздействие на скульптора. Обширные ровные поверхности фигуры переходят в тонкие вибрирующие нервюры складок одежды, хорошо взаимодействующие со светом. Постановка фигуры основана на другом принципе — она словно устремлена в пространство, что приводит к более резким светотеневым контрастам. Точно так же в бронзовой „Капитолийской волчице“ ионийское влияние очевидно в тончайшей проработке тела животного и в стилизованной передаче шерсти на шее, что позволяет добиться значительной градации в игре света и тени. Однако по-новому подмечено в натуре и передано в скульптуре напряжение мышц под кожей животного. Вскоре после этого (в V в. до н. э.) „Химера из Ареццо“, один из крупнейших шедевров древней бронзовой скульптуры, станет доказательством усилившегося ионийского влияния, переходящего в свою противоположность благодаря усилению лаконичности и экспрессивности. Выгнутая дугой спина, хвост-змея, напряжённый, как пружина, делают форму более замкнутой: твёрдая и блестящая материя становится живой сущностью образа. Выступающие вены, сухожилия, мышцы и даже завитки гривы служат не столько для передачи анатомического строения тела, сколько для создания впечатления жизненной энергии, исходящей из бронзовой фигуры».